# Bari
Bariⓘ – miasto i gmina w południowych Włoszech, położone nad Morzem Adriatyckim. Bari jest stolicą prowincji Bari i regionu Apulia. W 2022 ludność miasta wynosiła 315 972 mieszkańców, cały obszar metropolitalny Bari liczy ok. 1,5 mln mieszkańców.
Bari jest największym miastem nad Morzem Adriatyckim, ważnym ośrodkiem przemysłowym, handlowym i kulturalnym Włoch południowych. Duży port wojenny, handlowy i pasażerski utrzymuje połączenia promowe z miastami Czarnogóry, Chorwacji i Grecji. Rozwinięty przemysł stoczniowy i spożywczy (m.in. tradycyjne gałęzie – wytwórnie makaronów i win). Znajduje się tam wielka rafineria ropy naftowej, duże zakłady przemysłu maszynowego, samochodowego, cementowego, włókienniczego i stalowego. Port lotniczy Bari-Palese utrzymuje stałe połączenia lotnicze lokalne i międzynarodowe.
Od 1930 w Bari organizowane są Międzynarodowe Targi Lewantyńskie.

## Historia

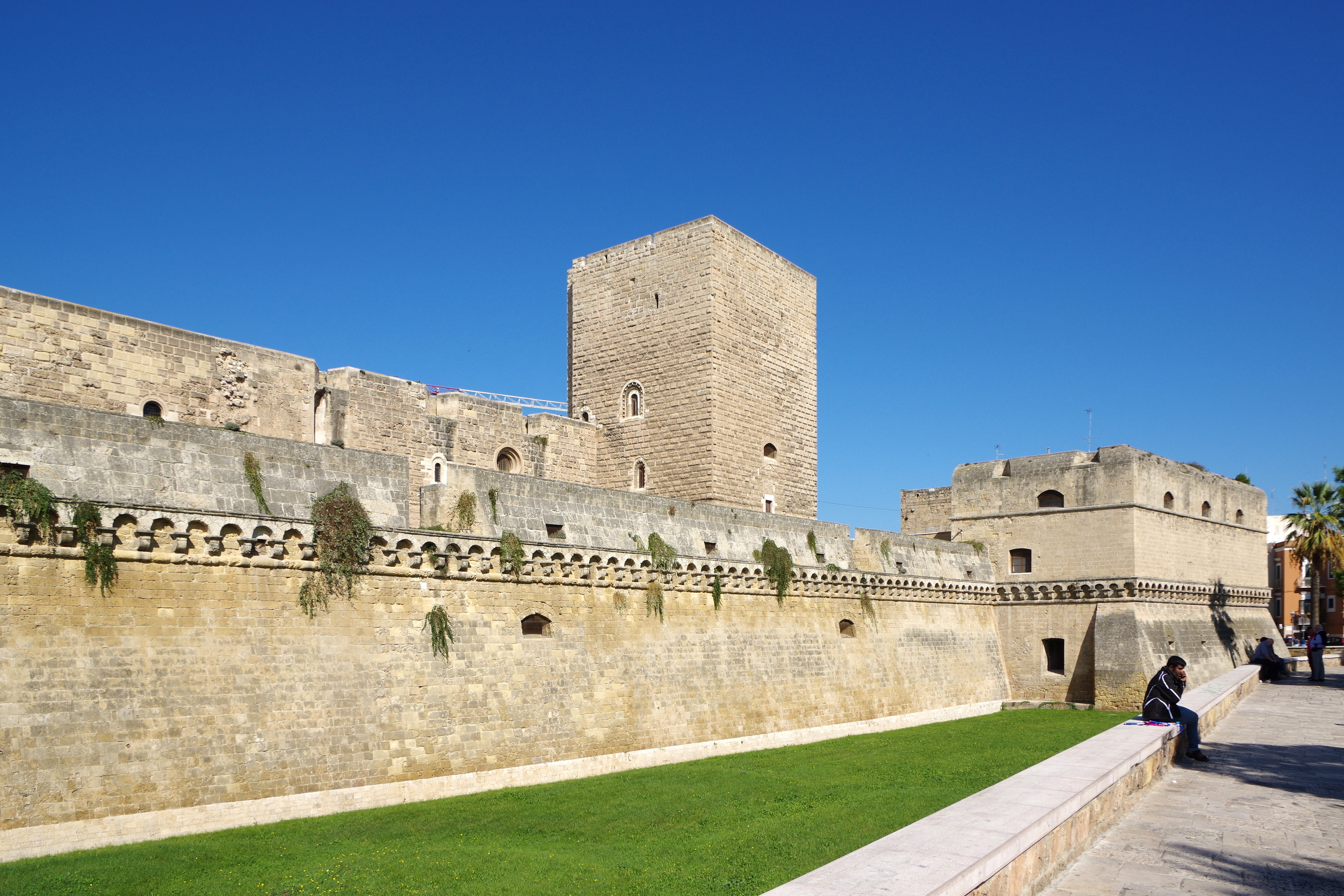
Zamek w Bari

W starożytności Bari było małą rzymską osadą, znaną pod nazwą Barium. Było ważnym portem morskim od 180 p.n.e., a także ośrodkiem handlowym i strategicznym. W IV w. stało się siedzibą biskupstwa. Rozwój Bari przypada na okres VI–X w., kiedy pełniło rolę największego portu południowo-wschodniej Italii. 
Od 873 miasto znajdowało się pod panowaniem Bizancjum (zostało odbite z rąk Saracenów). Około 965 stratēgos miasta Bari (tytuł odpowiadający rangą dzisiejszym generałom lub admirałom) otrzymali tytuł katepano Italii, połączony z urzędniczym tytułem patrikios, który odpowiadał hierarchicznie mniej więcej rzymskiej godności prokonsula. Stopień wojskowy i urzędniczy katepanō oznaczał w języku greckim „najważniejszy”. W kwietniu 1071 Cesarstwo Bizantyńskie utraciło kontrolę nad Bari, co ostatecznie położyło kres zarówno Katepanatowi Italii (historyczna prowincja Cesarstwa Bizantyńskiego w południowej części Półwyspu Apenińskiego), jak również bizantyńskiemu panowaniu w Italii.
W wiekach XI-XIII miasto było punktem zbornym rycerzy chrześcijańskich biorących udział w wyprawach krzyżowych i w tym czasie przekształciło się w zamożną republikę czerpiącą swe bogactwa z handlu morskiego. W XIII w. cesarz i król Sycylii Fryderyk II rozbudował system obronny miasta, m.in. normandzki zamek i bastion portowy. Następnie było stolicą samodzielnego księstwa Bari należącego do rodu Sforzów, z którego pochodziła żona Zygmunta I Starego – królowa Bona.
Po śmierci księżnej Bari Izabeli Aragońskiej, miasto odziedziczyła Bona Sforza, królowa Polski. 22 maja 1526 roku przedstawiciele Rossano złożyli przysięgę wierności w katedrze na Wawelu przed polską parą królewską, Boną Sforzą i Zygmuntem Starym. Z polecenia Bony, prawnik mieszkający w Krakowie, Vincenzo Massilio, stworzył kodeks prawa zwyczajowego Bari. Przed swoją śmiercią, królowa Sforza zdołała sporządzić nowy testament, w którym dziedzicem księstwa Bari, a także księstwa Rossano, został jej syn Zygmunt II August. Po śmierci królowej polska dyplomacja nie zdołała jednak odzyskać rzeczywistej władzy nad włoskimi posiadłościami. Zygmunt II August, umierając, w swoim testamencie zapisał księstwa Bari i Rossano swoim trzem siostrom, z zastrzeżeniem, że po ich śmierci mają przejść na własność Rzeczypospolitej. Podczas uroczystości związanej ze śmiercią Zygmunta Augusta w Neapolu, jeden z Polaków wygłosił mowę żałobną, w której zaznaczył, że król był też władcą Bari i Rossano. Podczas pierwszej wolnej elekcji posłowie austriackiego kandydata na polski tron, Ernesta Habsburga, zapewniali, że jako polski król zdoła on przekonać swojego wuja Filipa II, który sprawował rzeczywistą kontrolę nad księstwem, „żeby Barskie księstwo było Koronie przywrócone”. Dwa lata później podobną obietnicę złożył inny kandydat do polskiego tronu, Maksymilian II Habsburg, zapewniając, że „z królem hiszpańskim ułoży się o Księstwo Baru”. O zwrot księstw Rossano i Bari starał się Zygmunt III Waza, wnuk Bony Sforzy. Z kolei jego syn, Władysław IV Waza, prawnuk Bony, negocjując z królem Hiszpanii, także domagał się zwrotu księstw Bari i Rossano.
W 1558 przeszło pod panowanie królestwa Neapolu, po czym podupadło, natomiast ponownie rozkwitło w XVIII wieku. W okresie panowania francuskiego (lata 1796–1814) marszałek Francji Joachim Murat mianowany w 1808 przez Napoleona I królem Sycylii rozbudował Bari w głąb lądu – budynki i pałace nowej dzielnicy zwane są Borgo Muratiano. Od 1860 miasto weszło w skład Królestwa Włoskiego.
2 grudnia 1943 doszło do niemieckiego nalotu na pełen alianckich statków port w Bari, co nazwane zostało „Małym Pearl Harbor”. W ciągu 20 minut bombardowania zatonęło 28 statków i zginęły około 2 tysiące ludzi, w tym wielu cywilów.

## Edukacja

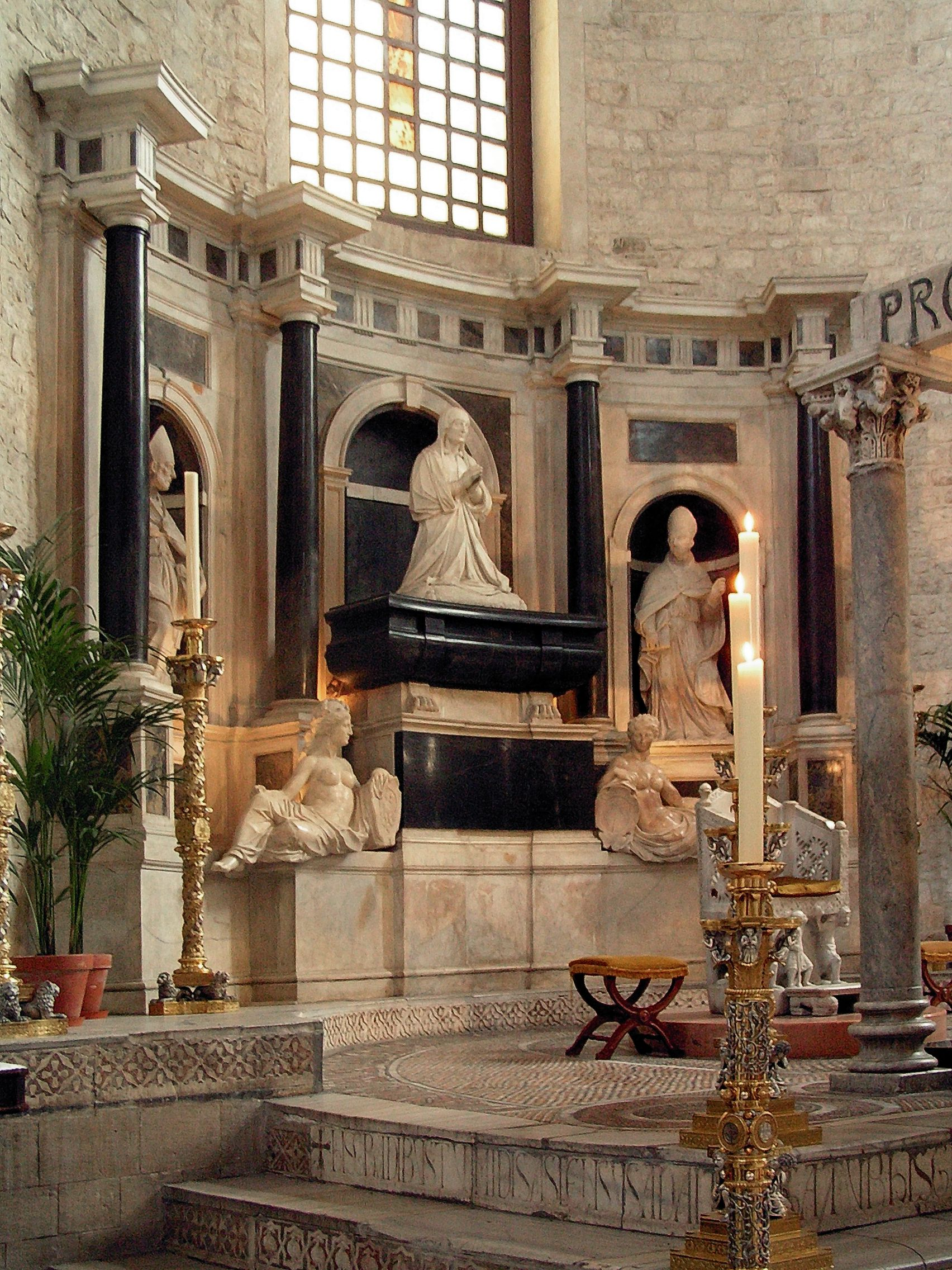
Nagrobek królowej Polski, Bony Sforzy, w bazylice św. Mikołaja

Uniwersytet w Bari – Università degli Studi di Bari – został założony w 1925, jest obecnie podzielony na 12 wydziałów:
- Rolniczy
- Filozofii i Sztuki
- Biotechnologii
- Ekonomii
- Pedagogiki
- Filologiczny
- Prawa
- Matematyki, fizyki i nauk przyrodniczych
- Medycyny
- Farmacji
- Nauk politycznych
- Weterynarii

## Zabytki i atrakcje turystyczne

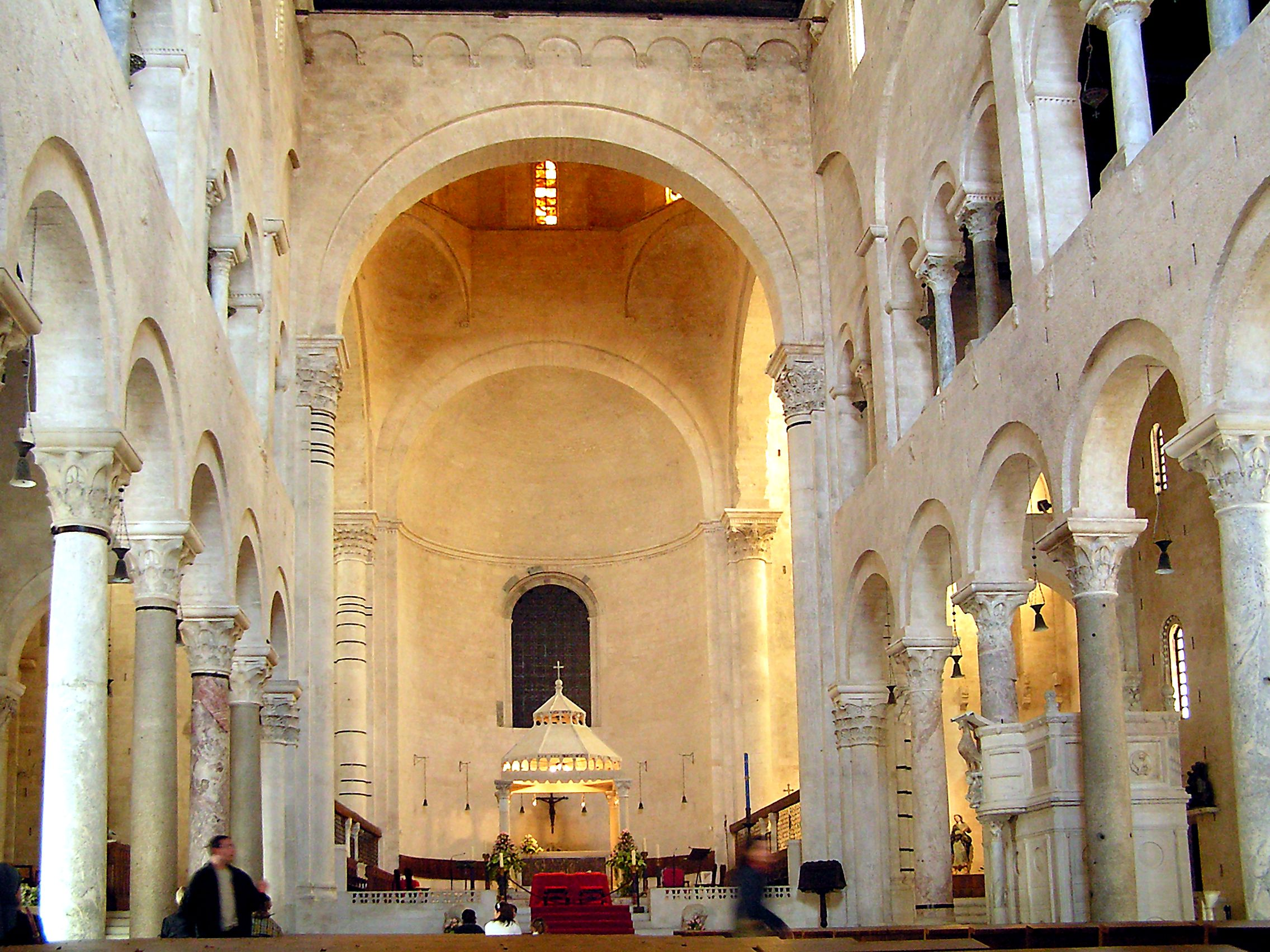
Katedra św. Sabina – nawa główna

- Zamek księcia Fryderyka II Szwabskiego z XI w., przebudowany w wieku XIII, a następnie w XVI w. w stylu renesansowym
- Romańsko-gotycka katedra św. Sabina (San Sabino) wzniesiona na przełomie XI i XII w., w miejscu gdzie stał pałac bizantyjskiego namiestnika miasta. Św. Sabin był pierwszym patronem Bari. Wewnątrz między innymi XIII-wieczne freski, obrazy J. Tintoreretta, P. Veronesego, P. Bordonego oraz obraz Madonna Odegitria przywieziony z Konstantynopola w VIII w. Legenda głosi, że został namalowany przez samego św. Łukasza i wiernie przedstawia wizerunek Madonny.

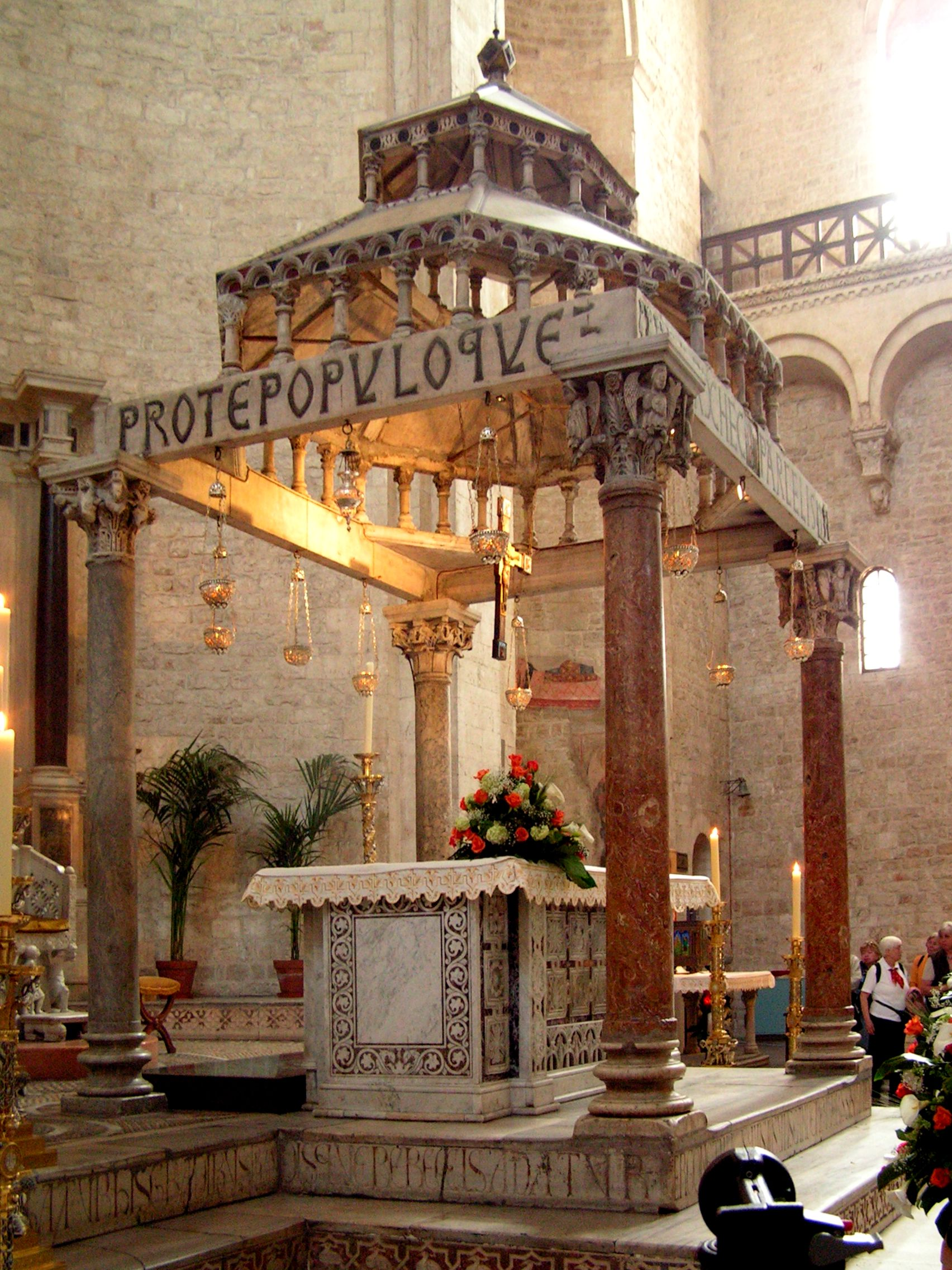
XII-wieczne cyborium w bazylice św. Mikołaja

- Romańska bazylika św. Mikołaja (San Nicola), której budowę rozpoczęto dwa lata po przywiezieniu przez Normanów w 1087 roku relikwii św. Mikołaja[3]. Jest to potężna budowla romańska o charakterystycznej surowej formie, z tronem biskupa Eliasza (XI wiek) i XII-wiecznym cyborium. W bazylice złożono relikwie św. Mikołaja przywiezione z Azji Mniejszej do Bari; w X wieku św. Mikołaj otoczony był ogromnym kultem, zyskał miano świętego patrona miasta. O kulcie patrona świątyni przypominają znajdujące się w środku dzieła sztuki. Obecnie kustoszami bazyliki są dominikanie. W 1984 w bazylice modlił się Jan Paweł II.
Z bazyliką św. Mikołaja spleciony jest ważny fragment dziejów Polski. W kościele tym znajduje się nagrobek z 1593 królowej Polski Bony, pochodzącej z panującej w Mediolanie dynastii Sforzów – żony Zygmunta Starego i matki Zygmunta Augusta. Mauzoleum ufundowane przez jej córkę, królową Annę Jagiellonkę, umieszczono za ołtarzem głównym świątyni. Sarkofag zdobi rzeźba przedstawiająca klęczącą Bonę w schyłkowych latach jej życia. Obok polskiej królowej stoją patroni Polski i Bari – św. Stanisław i św. Mikołaj. Pod koniec XVI w. ponad grobowcem wmurowano płaskorzeźbę wyobrażającą Zmartwychwstanie Pana Jezusa oraz pokryto mury freskami przedstawiającymi postacie polskich świętych i królów. Znalazły się tu wizerunki św. Kazimierza Królewicza, św. Jadwigi Śląskiej, św. Stanisława Kostki i św. Ludwika Gonzagi, a także Anny Jagiellonki, Zygmunta III Wazy, Jana Kazimierza i Marii Ludwiki Gonzagi (żony dwóch polskich królów: Władysława IV i Jana Kazimierza)[potrzebny przypis]. W pierwszej połowie XX w. usunięto większość polskich akcentów z otoczenia sarkofagu królowej Bony. Ich barokowy charakter nie pasował do surowej romańskiej świątyni. Malowidła te uległy całkowitemu zniszczeniu[potrzebny przypis].
- Romański kościół św. Marka (San Marco) z początku wieku XI.
- Gotycki kościół i klasztor Franciszkanów (fasada z wieku XVIII).
- Romański kościół św. Grzegorza (San Gregorio) z wieku XI/XII.
- Pałac Sforzów z XVI wieku.
- Pałace, m.in. Verrone, Milella.
- Place, m.in. Piazza Mercantile i Piazza del Ferrarese.
- Stary pręgierz Colonna della Giustizia z 1002.
- Cerkiew pw. św. Mikołaja z 1913 r.
- Teatr Petruzzelli wybudowany w latach 1898-1903, zniszczony w pożarze w 1991 r. i odbudowany w 2008 r.
- Teatr Margherita (Teatro Margherita) z 1914 r., obecnie odnowiony i przekształcony w muzeum sztuki nowoczesnej[4].

### Kuchnia Bari
Tradycyjne potrawy przygotowuje się ze świeżych składników pozyskiwanych lokalnie i kuchnia Bari opiera się o zboże, oliwę, wino, warzywa i owoce. Popularnymi rodzajami makaronu są m.in. orecchiette, cavatelli, troccoli i fusilli. Często przygotowuje się calzone nadziewane cebulą, kaparami, oliwkami i solonymi anchois, smażone panzerotti z boczkiem i ricottą lub mozzarellą, regionalną focaccię focaccia alla barese.
W Bari i całych południowych Włoszech popularna jest przekąska o nazwie taralli. Są to pieczone w piecu niewielkie pierścienie zrobione mąki, wody lub białego wina, oleju i soli, bez drożdży. Do wypieku często dodaje się przyprawy, np. ziarna kopru, cebulę, rozmaryn, anyż lub przygotowuje na słodko z dodatkiem cukru.
Popularne są zupy na bazie warzyw i chleba (pancotto barese), jako dodatki podaje się ciecierzycę, bób, kapustę, seler, karczochy i koper włoski, skropione oliwą.
Ze względu na położenie nad morzem, kuchnia Bari jest bogata w ryby i owoce morza. 
Okolice Bari słyną z dobrych win, m.in. Castel del Monte, Negroamaro Salentino czy Primitivo di Manduria.

## Miasta partnerskie
- Polska: Szczecin, Słupsk
- Gruzja: Batumi
- Chińska Republika Ludowa: Kanton
- Argentyna: Mar del Plata
- Albania: Durrës
- Grecja: Korfu, Patras
- Bośnia i Hercegowina: Banja Luka